# 崙子腳 (溪湖鎮)
崙子腳，原寫為崙仔腳，是臺灣彰化縣溪湖鎮的一個地名，位於該鎮東部偏南。相較於今日行政區，其範圍大致包括忠覺里不含西南部凸出部分及東北部凸出部分的西北半部、大庭里、媽厝里北部凸出部分、湳底里、頂庄里不含北部邊界地帶。

## 歷史
台灣清治末期至日治初期，崙子腳地區為一街庄，稱為「崙仔腳庄」，隸屬於武西堡。該庄北與四塊厝庄為鄰，東與羅厝庄為鄰，南邊為阿媽厝庄，西邊為汴頭庄。
1901年（日治明治三十四年）11月，全台廢縣廳改設二十廳，該庄隸屬於彰化廳。1903年（明治三十六年）6月，該庄編入「溪湖區」，隸屬於彰化廳。1909年（明治四十二年）10月，合併二十廳為十二廳，溪湖區改隸屬於臺中廳。1920年（大正九年），廢廳、支廳、區、街庄改設州、郡、街庄、大字，該庄改制並雅化為「崙子腳」大字，隸屬於臺中州員林郡溪湖庄。1938年，溪湖庄升格為溪湖街。
戰後溪湖街改制為溪湖鎮，隸屬於臺中縣，大字亦改制為里。1950年10月，中、彰、投分治，溪湖鎮改隸屬彰化縣。

## 聚落
本地區發展較早的聚落有崙仔腳頂、崙仔腳下、湳底等，在日治期初期的官方地圖上已有記載。此外，本地區尚有崙子腳、忠覺、大庭、頂庄等聚落。

## 交通
國道1號又稱「中山高速公路」，是貫穿台灣西部的兩條縱向高速公路之一，大致以北微東—南微西走向轉北北東—南南西走向經過崙子腳地區東部，並於本地區北部邊界東側縣道148號交會處設有員林交流道，由此可快速前往國道1號沿線各地。
省道台19線（彰水路二段～一段）又稱「中央公路」，是彰化至台南永康的幹道，大致以北微西—南微東走向轉北北西—南南東走向經過本地區西部邊界外不遠處。由該道路向北微西轉北可前往溪湖市區、埔鹽、福興東南端、秀水、彰化等地，向南南東轉南南西可前往埤頭、竹塘、二崙、崙背等地。
縣道148號（員鹿路一段）是王功至草屯的道路，大致以橫向轉西北西－東南東走向經過本地區東北部近邊界地帶，由該道路向西經國道1號員林交流道轉西北西可前往溪湖市區、二林北部、芳苑的王功等地，向東南東轉東再轉東北東可前往埔心、員林、芬園、草屯等地。
鄉道彰47線（榕樹路、員鹿路一段117巷、縱向湳底路）是南港至竹子腳的道路，大致以北向南由本地區北部邊界東側縣道148號員林交流道東側路口入境後，轉東向西於縣道148號南側併行一小段後，繞大彎轉東北－西南走向，經鄉道彰138線路口後，轉南南東至本地區東部邊界南側轉南南西，於本地區南部邊界東側經鄉道彰140線路口並出境。由該道路向北轉西於縣道148號北側併行一小段後繞大彎轉北再轉西過國道1號涵洞（僅通行小汽車）後轉南再轉西再轉北可前往四塊厝東部、三塊厝、南港並止於鄉道彰44線、鄉道彰52線起點路口，向南南西可前往阿媽厝東北部、竹子腳並止於鄉道彰143線路口。
鄉道彰138線（橫向崙子腳路）是番婆至頂庄的道路，其東側端點位於本地區東北端縣道148號路口。由此向西南轉西北繞大彎轉西南西，經鄉道彰47線路口後穿越國道1號涵洞續行，至鄉道彰139線南側（縱向崙子腳路）路口後續行與其共線，經鄉道彰139線北側（員鹿路後溪巷）路口後獨行，其後轉西微北再轉西微南，北出境後可前往汴頭東南端並止於省道台19線路口。
鄉道彰139線（員鹿路後溪巷、橫向崙子腳路、縱向崙子腳路）是後溪至媽厝的道路，大致以西北－東南走向由本地區北部邊界入境後，轉南南東至鄉道彰138線，轉東北東與其共線一小段路後，轉南微東獨行後至本地區南部邊界處轉東南東出境。由該道路向西北轉北再轉西再轉北北東可前往四塊厝的後溪聚落並止於縣道148號路口，向東南東可前往阿媽厝北部偏東並止於鄉道彰140線路口。
鄉道彰140線（湳底路）是三塊厝至羅厝的道路，大致以西南西—東北東走向由本地區東南部湳底聚落西南側到達邊界地帶，轉東至國道1號道路中斷，再由國道1號另一側斷點沿邊界向東南東經鄉道彰47線路口後轉東北東以至出境。由該道路向西南西轉西微北再轉南南西可前往阿媽厝的後庄子、三塊厝並止於鄉道彰141線路口，向東北東可前往羅厝並止於鄉道彰143線路口。